# Parafia Matki Bożej Królowej Aniołów w Białym Dunajcu
Parafia Matki Bożej Królowej Aniołów w Białym Dunajcu – rzymskokatolicka parafia należąca do dekanatu Biały Dunajec archidiecezji krakowskiej.